# Velmi nebezpečné známosti (film)
Velmi nebezpečné známosti (v anglickém originále Cruel Intentions) je americký romantický dramatický film z roku 1999 režiséra Rogera Kumblea, který jej natočil podle vlastního scénáře. Snímek je adaptací románu Nebezpečné známosti z roku 1782 francouzského spisovatele Choderlose de Laclos převedenou do současnosti. V hlavních rolích se představili Ryan Phillippe, Sarah Michelle Gellar, Reese Witherspoon a Selma Blair. Film pojednává o dvou středoškolácích, nevlastních sourozencích z newyorské smetánky, kteří intrikují a manipulují s ostatními lidmi tak, aby dosáhli svých cílů, včetně sexu a pomsty. Jedná se o první film ze stejnojmenné série.

## Příběh

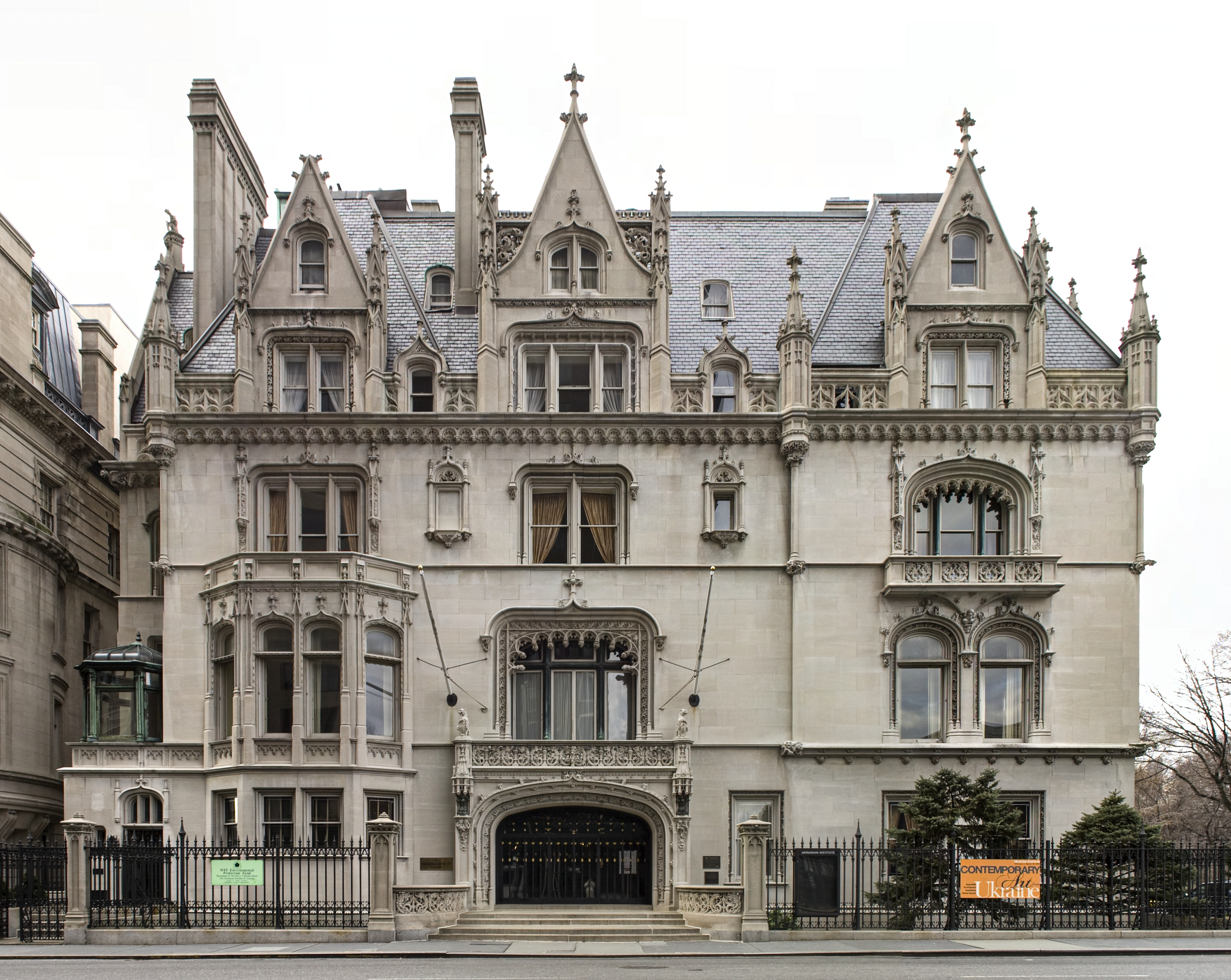
Harry F. Sinclair House na Manhattanu byl využit pro exteriérové záběry domu rodiny Valmontových

V luxusním newyorském sídle diskutuje bohatá a oblíbená teenagerka Kathryn Merteuilová s paní Caldwellovou a její dcerou Cecile o střední škole. Kathryn slíbí paní Caldwellové, že na 15letou naivní Cecile na škole dohlédne, takže se ze Cecile stane vzorná studentka, jako je sama Kathryn. Když do místnosti vstoupí Kathrynin nevlastní bratr Sebastian Valmont, paní Caldwellová na něj reaguje chladně a s dcerou odejde. Kathryn řekne Sebastianovi, že má v úmyslu využít dívku k pomstě svému bývalému milenci Courtu Reynoldsovi, který ji právě kvůli Cecile opustil. Kathryn požádá Sebastiana, aby Cecile svedl a tím ji v očích Courta zkazil. Sebastian odmítne, protože sám už má v plánu svést Annette Hargroveovou, dceru ředitele školy a pannu, která napsala pro časopis manifest na podporu cudnosti až do svatby. Po chvíli vyjednávání se dohodnou na sázce: pokud se Sebastianovi nepodaří svést Annette, Kathryn dostane Sebastianova automobilového veterána; pokud se mu to podaří, Kathryn s ním bude mít sex, protože ona je jedinou dívkou, kterou Sebastian nedokázal dostat do postele.
Sebastianův první pokus svést Annette selže, protože ona už o jeho špatné sukničářské pověsti ví. Sebastian se domnívá, že jí o tom řekl Greg, Annettin kamarád z Kansasu, který hraje fotbal. Grega pak vydírá tím, že ho vyfotí v posteli s jiným mužem. Sebastian si ale pak uvědomí, že Greg není ten, kdo jí to řekl. Zjistí totiž, že Annette před ním varovala přímo paní Caldwellová, takže nakonec souhlasí, že Cecile z pomsty zkazí. Mezitím Cecile poví Kathryn o svém románku s učitelem hudby Ronaldem Cliffordem. Kathryn románek prozradí paní Caldwellové, která dceři nařídí, aby vztah ukončila; nesouhlasí s ním, protože Ronald je černoch. Sebastian vyláká Cecile k sobě domů a nabídne jí dopis od Ronalda. Poté Cecile opije a vydírá ji, aby ji přiměl k orálnímu sexu. Druhý den se Cecile opět svěří Kathryn, která jí poradí, aby byla co nejvíc promiskuitní a aby se naučila, jak Ronalda uspokojit. Sebastian se začíná do Annette, která jeho city opětuje, byť stále váhá, skutečně zamilovávat. Označí ji za pokrytce, protože ačkoli tvrdí, že čeká na svou jedinou pravou lásku, brání se mu, když se rozhodne její lásku opětovat. Annette nakonec ustoupí. Sebastian, zmatený svými vlastními city, ji však odmítne. Annette uprchne k rodičům svého přítele. Sebastian ji najde, vyzná jí lásku a jejich vztah se naplní.
Když Kathryn vyhraje sázku, nabídne se Sebastianovi, ale ten ji odmítne, protože teď chce jen Annette, což Kathryn rozzuří a začne žárlit. Sebastian jí oznámí, že měl v plánu říct Annette pravdu. Kathryn ho varuje, že tím zničí jeho i Annettinu pověst. Sebastian Annette zalže a tvrdí, že chtěl jen zjistit, jaká je v posteli, a že k ní nic doopravdy necítí. Zničená Annette mu řekne, aby odešel. Sebastian pak oznámí Kathryn, že se s Annette rozešel a nyní chce svou odměnu za vyhranou sázku. Kathryn mu však prozradí, že skutečnou obětí jejího plánu byl on, a ne Annette: pro vlastní pobavení ho zmanipulovala, aby Annette opustil, jakmile si uvědomí, že ji skutečně miluje. Poté ho odmítne a řekne mu, že s takovými nespí. Sebastian se zoufale snaží Annette kontaktovat, aby jí přiznal pravdu a poprosil ji o druhou šanci, ale ona ho odmítne přijmout. Pošle jí alespoň svůj deník, v němž podrobně popisoval Kathryniny intriky, jejich sázku i své skutečné city k Annette.
Kathryn řekne Ronaldovi, že Sebastian ji uhodil a Cecile znásilnil. Ronald se začne na ulici se Sebastianem prát. Annette zkusí zasáhnout, ale je odhozena do vozovky; Sebastian se ji pokusí zachránit, ale když ji odstrčí do bezpečí, jeho samotného srazí auto. Umírající Sebastian vyzná Annette lásku, což dívka opětuje. Nový školní rok začne Sebastianovým pohřbem, na kterém Kathryn ve své smuteční řeči uvede, že se svému zesnulému bratrovi snažila jít příkladem, aby byl vzorným studentem jako je ona. Když v polovině jejího proslovu začnou lidé odcházet, Kathryn vyběhne ven a najde Cecile, která rozdává kopie Sebastianova deníku. Jakmile se na veřejnost dostanou podrobnosti o jejích manipulacích a užívání drog, je Kathrynina pověst nadobro zničena. Také Ronald napíše podrobné přiznání, jak mu lhala o tom, že Cecile není panna, a o tom, že ji Sebastian uhodil. Ředitel školy navíc najde v křížku jejího růžence ukrytý kokain.
Annette nakonec odjede Sebastianovým autem i s jeho deníkem a vzpomíná přitom na jejich nejhezčí společné chvíle.

## Obsazení
- Ryan Phillippe (český dabing: Filip Jančík) jako Sebastian Valmont
- Sarah Michelle Gellar (český dabing: Tereza Chudobová) jako Kathryn Merteuilová
- Reese Witherspoon (český dabing: Andrea Elsnerová) jako Annette Hargroveová
- Selma Blair (český dabing: Kateřina Lojdová) jako Cecile Caldwellová
- Louise Fletcher (český dabing: Alena Procházková) jako Helen Rosemondová
- Joshua Jackson (český dabing: Michal Michálek) jako Blaine Tuttle
- Eric Mabius (český dabing: Pavel Tesař) jako Greg McConnell
- Sean Patrick Thomas (český dabing: Pavel Vondra) jako Ronald Clifford
- Alaina Reed Hall (český dabing: ?) jako zdravotní sestra
- Hiep Thi Le (český dabing: ?) jako Mai-Lee
- Deborah Offner (český dabing: ?) jako paní Michalaková
- Tara Reid (český dabing: ?) jako Marci Greenbaumová
- Drew Snyder (český dabing: ? jako ředitel Hargrove
- Herta Ware (český dabing: Miriam Kantorková) jako paní Sugarmanová
- Swoosie Kurtz (český dabing: Jaroslava Brousková) jako doktorka Regina Greenbaumová
- Christine Baranski (český dabing: Radka Malá) jako Bunny Caldwellová

## Produkce

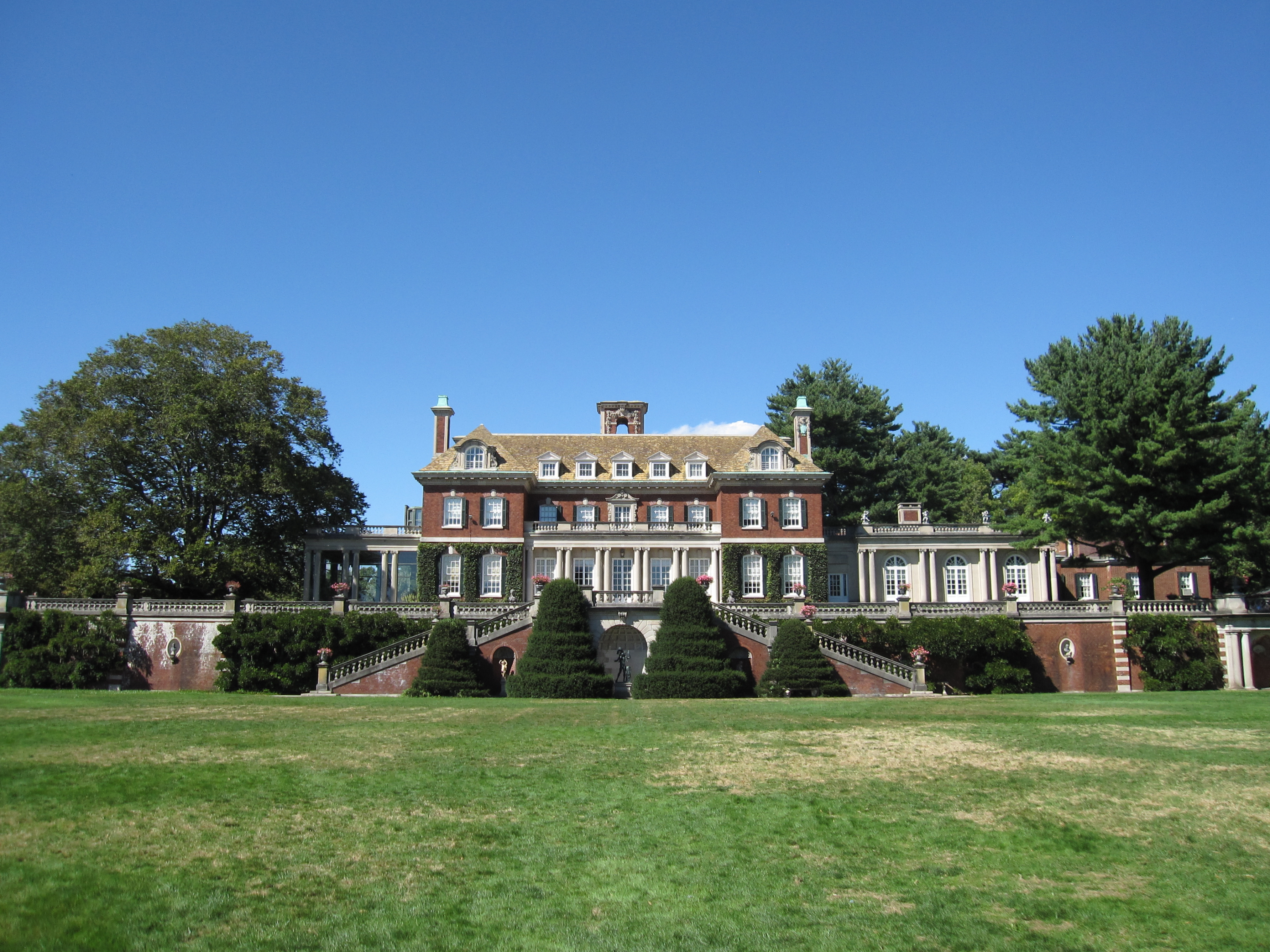
V areálu Old Westbury Gardens na Long Islandu natáčel štáb scény z venkovského sídla paní Rosemontové

Vznik filmu Velmi nebezpečné známosti byl inspirován snímkem Welcome to the Dollhouse z roku 1995, po jehož zhlédnutí dostal scenárista a dramatik Roger Kumble nápad adaptovat francouzský román Nebezpečné známosti z konce 18. století do současné střední školy. S myšlenkou si asi rok pohrával a po úspěchu své divadelní hry d girl v roce 1997 s Davidem Schwimmerem v hlavní roli se rozhodl na čas odjet z Los Angeles do Mexika, kde za 12 dní napsal scénář k moderní adaptaci Nebezpečných známostí. Dokončil jej v únoru 1998. Příběh zasadil na střední školu v současném New Yorku, z ústřední dvojice vytvořil nevlastní sourozence (z vikomta de Valmont se stal Sebastian Valmont, z markýzy de Merteuil jeho nevlastní sestra Kathryn Merteuilová; spřízněni jsou přes sňatek Kathryniny matky a Sebastianova otce). Původně film nazval Cruel Inventions, až posléze název změnil na Cruel Intentions. Scénář snímku se dostal k jeho příteli, producentovi Nealu Moritzovi. Tomu se zalíbil a Kumbleovi do hlavních rolí Sebastiana a Kathryn navrhl Ryana Phillippeho a Sarah Michelle Gellar, které znal z právě dokončovaného snímku Tajemství loňského léta. Díky tomu projevilo o snímek zájem studio Columbia Pictures. Roger Kumble, který původně do role Sebastiana uvažoval o Jonathanu Rhys Meyersovi, se stal i režisérem snímku, jenž tak byl jeho režijním debutem. Do role Annette studio chtělo Katie Holmes, v té době populární v seriálu Dawsonův svět, Kumble uvažoval o Vinesse Shaw. Nakonec pro tuto roli získal Phillipeho přítelkyni Reese Witherspoon a díky konkurzu byla do role Cecile obsazena Selma Blair.
Natáčení filmu s rozpočtem 10,5 milionu dolarů probíhalo v roce 1998 zejména v Los Angeles a okolí (např. v Pasadeně). V New Yorku strávil štáb tři dny, které byly využity například pro letecké záběry města či scény z Central Parku, natáčelo se také například ve městě North Hempstead u New Yorku v areálu Old Westbury Gardens. Některé interiérové záběry byly pořízeny také v Torontu. Hudbu k filmu napsal Edward Shearmur.

### České znění
České znění filmu vyrobila společnost Bontonfilms v roce 1999. V překladu Terezy Chvojkové ho režírovala Karolína Průšová.

## Vydání
Slavnostní premiéra filmu Velmi nebezpečné známosti proběhla 25. února 1999 ve Fox Village Theatre ve Westwoodu v Los Angeles. Do amerických kin byl snímek uveden 5. března 1999, stejně jako v Kanadě a na Filipínách. V Austrálii a na Novém Zélandu měl premiéru v dubnu, v dalších zemích pak byl postupně promítán od května 1999. V Česku měl film premiéru 17. června 1999, jako poslední se jej dočkali diváci v Japonsku, kde byl do kin uveden 23. října 1999. Při příležitosti 20. výročí vzniku filmu byl snímek Velmi nebezpečné známosti v březnu 2019 na jeden týden znovu uveden do amerických kin.
V srpnu 1999 vyšel film na VHS i DVD, v červnu 2007 byl snímek vydán na BD. Lokalizovaná verze na VHS byla v Česku vydána v prosinci 1999, na DVD v únoru 2000.

## Přijetí

### Tržby
V Severní Americe, kde byl promítán v 2312 kinech, utržil snímek 38,3 milionu dolarů, v ostatních zemích dalších 37,6 milionu dolarů. Celosvětové tržby tak dosáhly 75,9 milionu dolarů. Během úvodního víkendu utržil v Severní Americe přes 13 milionů dolarů. Při znovu uvedení snímku do kin v roce 2019 činily tržby v Severní Americe 445 tisíc dolarů, celkové tržby tedy dosáhly 76,3 milionu dolarů.
V České republice byl film uveden distribuční společností Falcon a s celkovou návštěvností 134 727 diváků utržil celkem 8,2 milionu korun.

### Filmová kritika
Server Rotten Tomatoes udělil snímku známku 5,3/10, a to na základě vyhodnocení 115 recenzí (z toho 63 jich bylo spokojených, tj. 55 %). V konsenzuální kritice uvádí, že Velmi nebezpečné známosti jsou sice coby „temně komické drama“ s „atraktivními mladými herci koukatelné“, problémem však jsou „nevyrovnané herecké výkony a nenápaditý scénář“. Od serveru Metacritic získal film, podle 24 recenzí, celkem 56 ze 100 bodů.

### Ocenění
| Rok  | Ocenění                          | Kategorie                                                 | Nominovaný                          | Výsledek  |
| ---- | -------------------------------- | --------------------------------------------------------- | ----------------------------------- | --------- |
| 2000 | Blockbuster Entertainment Awards | nejoblíbenější herečka ve vedlejší roli: drama/romantický | Reese Witherspoon                   | vítězství |
| 2000 | Golden Slate Awards              | nejlepší film                                             | nejlepší film                       | nominace  |
| 2000 | Golden Slate Awards              | nejlepší teenagerský film                                 | nejlepší teenagerský film           | nominace  |
| 2000 | Golden Slate Awards              | nejlepší filmový soundtrack                               | nejlepší filmový soundtrack         | nominace  |
| 2000 | Golden Slate Awards              | nejlepší herečka v hlavní roli                            | Sarah Michelle Gellar               | nominace  |
| 2000 | Golden Slate Awards              | nejlepší hudba                                            | Edward Shearmur                     | vítězství |
| 2000 | Golden Trailer Awards            | nejhorší trailer                                          | nejhorší trailer                    | vítězství |
| 2000 | MTV Movie Awards                 | nejlepší herec                                            | Ryan Phillippe                      | nominace  |
| 2000 | MTV Movie Awards                 | nejlepší herečka                                          | Sarah Michelle Gellar               | vítězství |
| 2000 | MTV Movie Awards                 | objev roku: žena                                          | Selma Blair                         | nominace  |
| 2000 | MTV Movie Awards                 | nejlepší padouch                                          | Sarah Michelle Gellar               | nominace  |
| 2000 | MTV Movie Awards                 | nejlepší polibek                                          | Sarah Michelle Gellar a Selma Blair | vítězství |
| 2000 | Stinkers Bad Movie Awards        | nejhorší remake                                           | nejhorší remake                     | nominace  |
| 2000 | Teen Choice Awards               | nejlepší film: drama                                      | nejlepší film: drama                | vítězství |
| 2000 | Teen Choice Awards               | nejlepší filmový herec                                    | Ryan Phillippe                      | nominace  |
| 2000 | Teen Choice Awards               | nejlepší filmová herečka                                  | Reese Witherspoon                   | nominace  |
| 2000 | Teen Choice Awards               | nejlepší filmový zloduch                                  | Sarah Michelle Gellar               | vítězství |
| 2000 | Teen Choice Awards               | nejlepší filmový zloduch                                  | Ryan Phillippe                      | nominace  |
| 2000 | Teen Choice Awards               | nejlepší výbuch vzteku                                    | Ryan Phillippe                      | nominace  |
| 2000 | Teen Choice Awards               | nejvíce sexy zamilovaná scéna                             | Ryan Phillippe a Reese Witherspoon  | nominace  |
| 2000 | Teen Choice Awards               | nejlepší filmový soundtrack                               | nejlepší filmový soundtrack         | nominace  |
| 2000 | Vega Digital Awards              | sociální kampaň                                           | sociální kampaň                     | vítězství |

## Související díla
Díky komerčnímu úspěchu filmu měl pod vedením Rogera Kumblea vzniknout televizní seriál Manchester Prep, který měl sloužit jako prequel k filmu. V rolích Sebastiana a Kathryn se měli představit Robin Dunne a Amy Adams. Projekt však byl nedlouho po zahájení produkce ze strany televize Fox zrušen. Natočeny byly dva díly, které byly roku 2000 upraveny do podoby filmu Velmi nebezpečné známosti 2, jenž byl vydán na nosičích pro domácí video. V roce 2004 byl pro videodistribuci natočen samostatný sequel Velmi nebezpečné známosti 3, v němž je hlavní postavou Kathrynina sestřenice.
Podle filmu Velmi nebezpečné známosti napsal Roger Kumble ve spolupráci s Lindsey Rosin a Jordanem Rossem divadelní muzikálovou inscenaci. Muzikál Cruel Intentions: The Musical měl premiéru v roce 2015.
V roce 2016 natočila produkční společnost Sony Pictures Television pro televizi NBC pilotní díl pro zamýšlený televizní seriál Cruel Intentions. Ten rovněž napsala trojice Kumble, Rosin a Ross, režíroval jej Kumble. Seriál se měl odehrávat 17 let po událostech prvního filmu a hlavní postavou měl být Bash Casey, syn Sebastiana a Annette, který zjistí pravdu o minulosti svého otce. Do role jeho tety Kathryn se vrátila Sarah Michelle Gellar. K objednání seriálu však nedošlo.
Od roku 2021 připravovaly scenáristky a producentky Phoebe Fisher a Sara Goodman pro IMDb TV (později přejmenovanou na Amazon Freevee) novou adaptaci filmu v podobě televizího seriálu. Osmidílný seriál Velmi nebezpečné známosti objednala v roce 2023 společnost Amazon, která se jej nakonec rozhodla uvést na své službě Prime Video. Do jedné z hlavních rolí byl obsazen také Sean Patrick Thomas, jeden z herců původního filmu. Seriál měl premiéru v roce 2024.